# Александрина Прусская (1915—1980)
Александрина Ирина Прусская (7 апреля 1915, Берлин — 2 октября 1980, Штарнберг, Бавария) — старшая дочь и пятый ребёнок кронпринца Вильгельма, член дома Гогенцоллернов.

## Жизнь
Александрина родилась в Кронпринценпале, дворце наследного принца, в Берлине. Её второе имя Ирина (по-гречески «мир»), вероятно, было дано из-за года её рождения, который пришёлся на Первую мировую войну. У неё было четверо старших братьев — Вильгельм, Луи Фердинанд, Губерт и Фридрих — и единственная младшая сестра Цецилия. Александрину в семье ласково называли «Адини».
Вскоре после рождения Александрины стало ясно, что у неё синдром Дауна. В отличие от других королевских детей с особенностями развития, Александрину не скрывали от посторонних глаз. Она появлялась на официальных семейных фотографиях и мероприятиях. О принцессе заботилась прежде всего её няня Сельма Бозе. Будучи подростком, Александрина посещала школу, предназначенную для обучения молодых женщин с особыми потребностями.
Бо́льшую часть своей жизни она прожила в Баварии, сначала в Пёккинге, а затем у озера Штарнберг. Её регулярно навещала вся семья, особенно брат Луи Фердинанд.
Александрина умерла в 1980 году и была похоронена рядом со своими родителями и братом Фридрихом в замке Гогенцоллернов.